# هيمنة

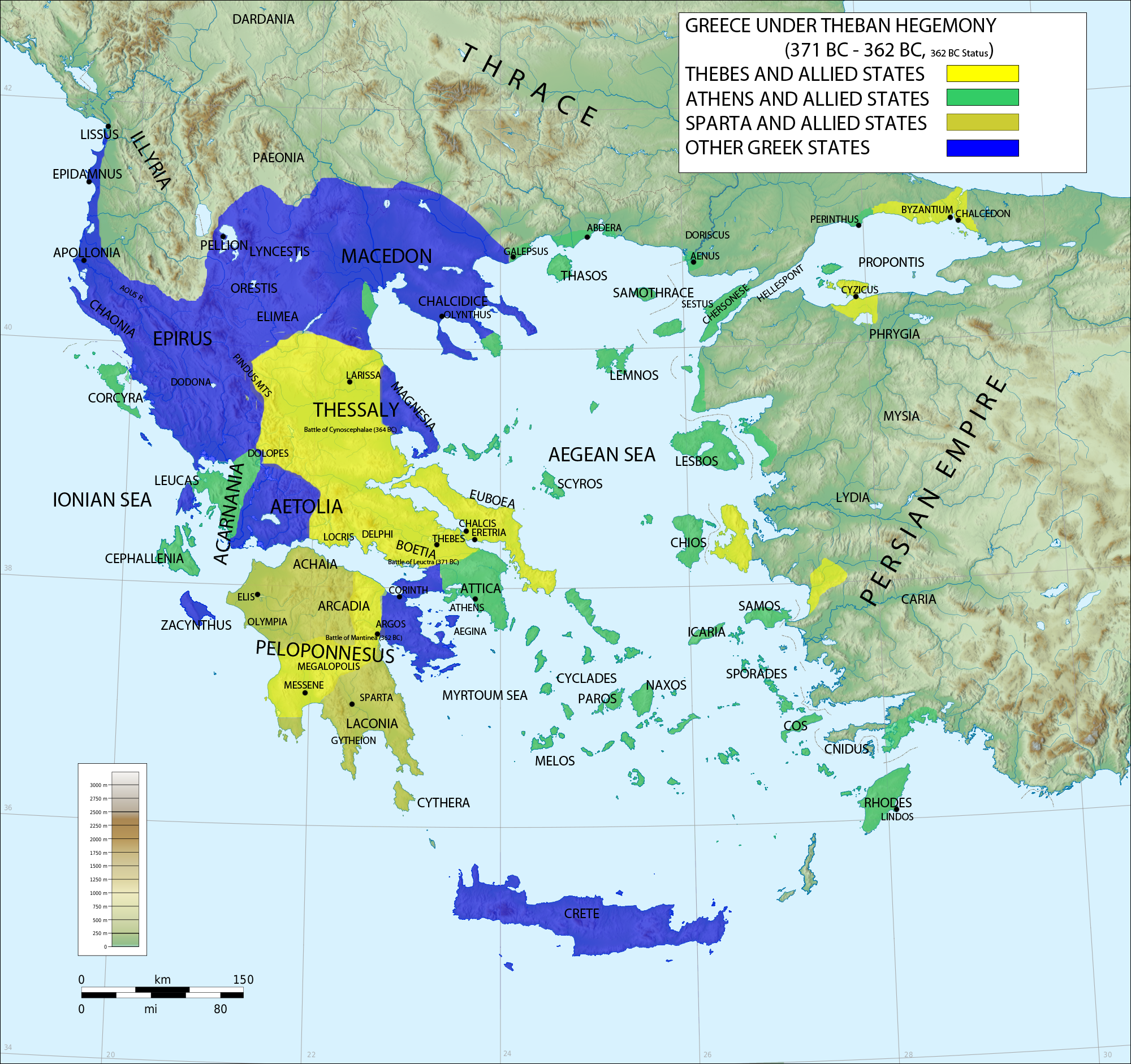
اليونان القديمة تحت هيمنة ثيفا، 371-362 ق.م.

الهيمنة (بالإنجليزية: Hegemony)‏ (بالإغريقية: ἡγεμονία hēgemonía) هي نوع غير مباشر من الحكومة ذات السيادة الإمبراطورية حيث تمارس الدولة المسيطرة القيادة الجيوسياسية على الدول المسيطر عليها باستخدام القوة بدل السيطرة العسكرية المباشرة. عند الإغريق كان يعني هذا النوع من الحكم سيطرة دولة-مدينة على دول-مدينة أخرى. وخلال القرن 19م، كان يقصد بمصطلح السيطرة الهيمنة الثقافية لدولة ما على دول أخرى، وكانت الدول الأوربية آنذاك تطمح إلى السيطرة على قارتي أفريقيا وآسيا باعتبارها قوى عظمى.

## المصطلح
إن المصطلح مشتق من الكلمة اللاتينية هيجيمونيا (1513 أو قبل ذلك) وهي ذاتها باليونانية هيجيمونيا التي تعني «سلطة أو قاعدة أو سيادة سياسية»، والتي ترتبط مع كلمة هيجيمون والتي تعني «القائد».

## أمثلة تاريخية

### القرنان الثامن والأول قبل الميلاد
في اليونان القديمة في القرن الخامس ق.م، كانت دولة مدينة أسبرطة هي المهيمنة على الاتحاد البيلوبونيري (من القرن السادس إلى الرابع ق.م)، وكان الملك فيليب الثاني المقدوني قائد رابطة كورنث في عام 337 ق.م (وهي الإرث الذي تركه لابنه الإسكندر الأكبر). وعلى نحو مماثل، أخذت أثينا دور «المهيمن» في إطار الحلف الديلي قصير الأمد (478-404 ق.م). ولقد هيمنت الإمبراطورية الأخمينية الفارسية بإقليمها الكبير بين عامي 550-330 ق.م على هذه الدول قُبيل انهيارها.
من بين المؤرخين القدماء: هيرودوت (484 ق.م - 425 ق.م) وكسينوفون (431 ق.م - 354 ق.م) وإفور (400 ق.م - 330 ق.م)، الذين عُدّوا من الرائدين في استخدام مصطلح هيجيمونيا في شكله الحديث هيجيموني «الهيمنة».
في شرق آسيا القديمة، وُجدت الهيمنة الصينية في أثناء فترة الربيع والخريف ( 770-480 ق.م)، عندما أدّى الحكم الضعيف في أسرة تشو الشرقية إلى الاستقلال الذاتي النسبي لصالح القادة الخمسة (بالصينية با). وقد تم تعيينهم من قِبَل اجتماعات الملِك الإقطاعي، وبالتالي كانوا مُلزَمين اسميًا بدعم الإمبريوم الخاص بسلالة تشو على الولايات التابعة.

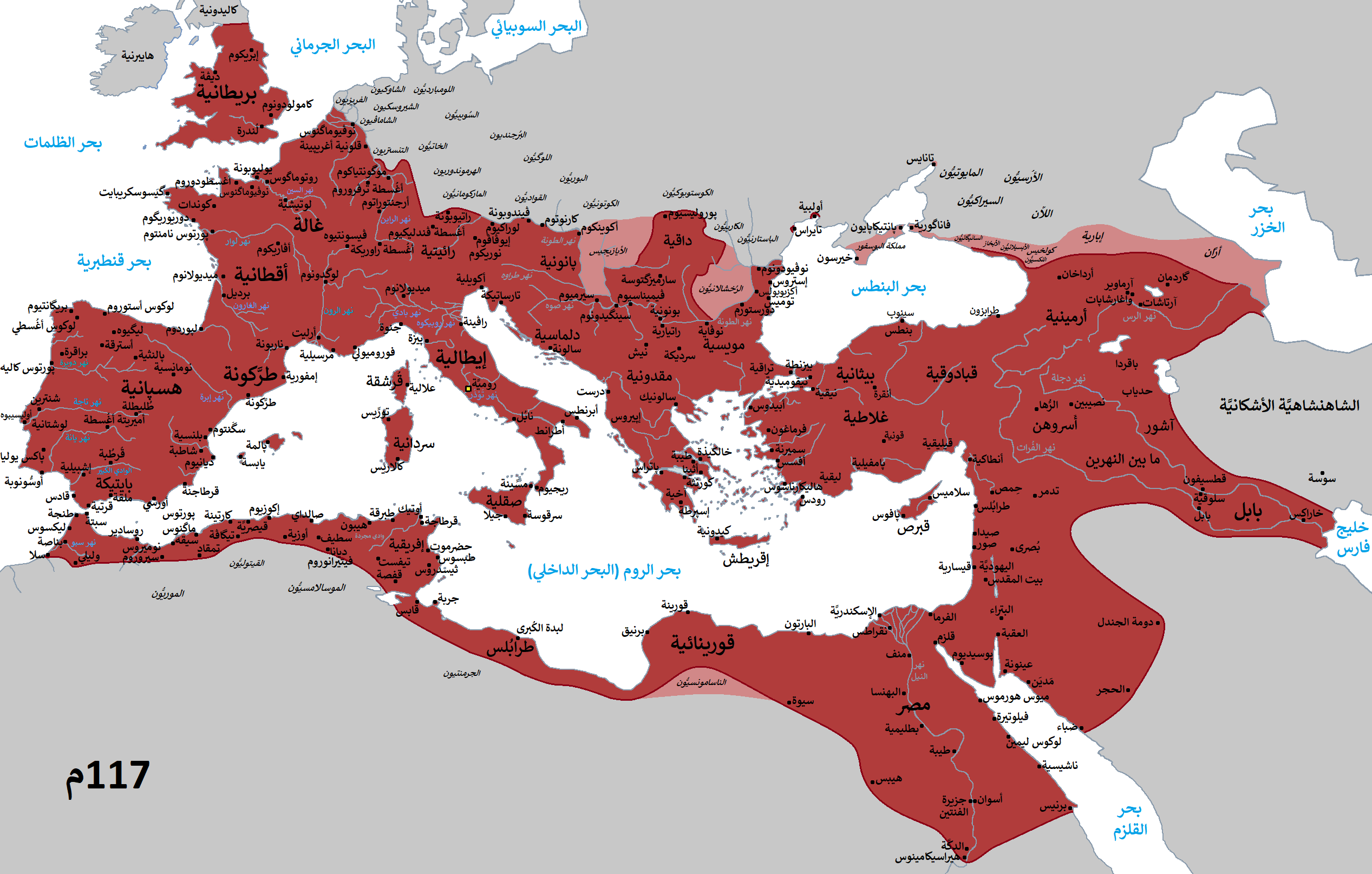
الإمبراطورية الرومانية في أقصى اتساع لها نحو عام 117 م.

### القرنان الأول والخامس عشر الميلاديين
هيمن على أوروبا في القرنين الأول والثاني فترة من السلام والتي تسمّى باكس رومانا. وقد أنشأها الإمبراطور أغسطس على الرغم من أنها كانت مصحوبة بسلسلة من الحملات العسكرية الوحشية.
في الفترة الممتدة من القرن السابع إلى القرن الثاني عشر، سيطرت الخلافة الأموية ولاحقًا الخلافة العباسية على الأراضي الشاسعة التي حكموها إلى جانب الولايات الأخرى مثل الإمبراطورية البيزنطية.
في القرن السابع الميلادي، استطاع هارشا، حاكم إمبراطورية كبيرة في شمال الهند من 606 وحتى 647، ضمّ معظم الشمال تحت هيمنته. لم يكن يرغب بأن تكون الحكومة مركزية، لكنه ترك «الملوك الغزاة على عروشهم واكتفى بالجزية والإجلال».
من أواخر القرن التاسع إلى أوائل القرن الحادي عشر، حققت الإمبراطورية التي طورها شارلمان هيمنة في أوروبا وخاصة فرنسا بالإضافة إلى معظم شمال ووسط إيطاليا وبرغونية وألمانيا.
من القرن الحادي عشر إلى أواخر القرن الخامس عشر، كانت الجمهوريات البحرية الإيطالية، وعلى وجه الخصوص جمهوريتي البندقية وجنوة اللتين كانتا تسيطران على البحر الأبيض المتوسط، تسيطر على التجارة بين أوروبا والشرق لقرون عدّة إذ كانت المتفوقة بحريًا. ومع ذلك، بقدوم عصر الاستكتشاف وبداية الحقبة الحديثة المُبكرة، بدأت الجمهوريات بفقدان هيمنتهم تدريجيًا أمام قوى أوروبية أخرى.

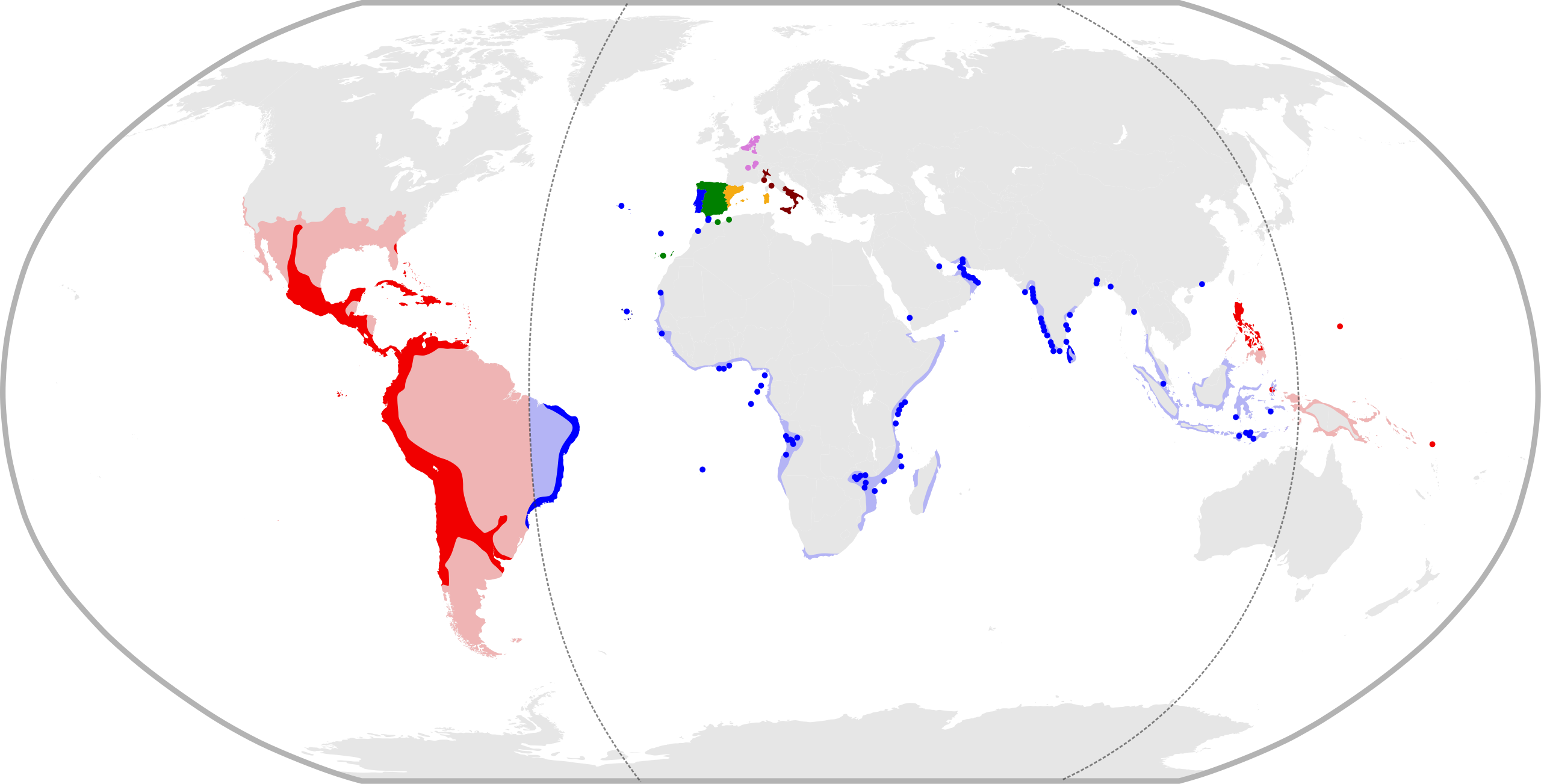
الاتحاد الإيبيري في 1598 تحت حكم فيليب الثاني ملك أسبانيا والبرتغال.

### القرنان السادس والتاسع عشر
في صحيفة ذا بوليتيكس أوف إنترناشيونال بوليتيكال إيكونومي، كتب جايانثا جايمان: «إذا اعتبرنا النظام العالمي الغربي المهيمن منذ القرن الخامس عشر، فقد كانت هناك عدة قوى مهيمنة حاولوا خلق النظام العالمي بصور خاصة بهم». يقدم جايمان مجموعة من المتنافسين على الهيمنة التاريخية.
- تاريخ البرتغال (1494 - 1580): (منذ نهاية الحروب الإيطالية وحتى تشكيل الاتحاد الإيبيري). وفقًا لما جاء في الاكتشافات البرتغالية.
- إسبانيا هابسبورغ (1516 - 1659): (منذ تولّي شارلكان وحتى عقد صلح البرانس). وفقًا لتاريخ التريكو والاكتشاف العالمي للعالم الجديد واحتلاله.
- العصر الذهبي الهولندي (1580 - 1688): (أدّى اتحاد أوترخت إلى تشكيل جمهورية هولندا وحتى الثورة المجيدة، مجيء الملك ويليام إلى إنجلترا). وفقًا لما جاء في التاريخ الاقتصادي لهولندا.
- فرنسا (1643 - 1763): من عهد لويس الرابع عشر وحتى حرب السنوات السبع.
- التاريخ المُبكر لبريطانيا الحديثة (1688 - 1792): (من الثورة المجيدة وحتى الحروب النابليونية). وفقًا لما جاء في النصوص الإنجليزية وتاريخ الحروب البحرية.
- الثورة الفرنسية والإمبراطورية الفرنسية الأولى من 1789 وحتى 1815.
- تاريخ الجزر البريطانية 1815 – 1914: (من مؤتمر فيينا وحتى الحرب العالمية الأولى). وفقًا لما جاء في تاريخ التفوق البريطاني في مجال الصناعة والسكك الحديدية.

حاول الملك فيليب الرابع استعادة الهيمنة على هابسبورغ، لكن بحلول منتصف القرن السابع عشر كانت مزاعم أسبانيا بالهيمنة (في أوروبا) قد فشلت بشكل مُطلق.
في أواخر القرنين السادس والسابع عشر، كانت الهيمنة الإتجارية للجمهورية الهولندية مثالًا مبكرًا للهيمنة التجارية، والتي أصبحت ممكنة مع تطوير طاقة الرياح للإنتاج الفعال وتوصيل السلع والخدمات. وهذا بدوره مكّن وجود سوق الأوراق المالية في أمستردام وما يصاحبه من هيمنة التجارة العالمية.
في فرنسا، حاول الملك لويس الرابع عشر (1638-1715) و (الإمبراطور) نابليون الأول (1799-1815) بسط الهيمنة الفرنسية من خلال الهيمنة الاقتصادية والثقافية والعسكرية على أغلب أنحاء أوروبا القارية. ومع ذلك، يكتب جيرمي بلاك أنه بسبب بريطانيا، فإن فرنسا «لم تكن قادرة على التمتع بفوائد» هذه الهيمنة.
بعد هزيمة نابليون ونفيه، انتقلت الهيمنة بشكل كبير إلى الإمبراطورية البريطانية، التي بدورها أصبحت أكبر إمبراطورية في التاريخ إذ حكمت الملكة فيكتوريا (1837-1901) ربع مساحة الأرض والسكان في العالم. وعلى غرار الهولنديين، اهتمت الإمبراطورية البريطانية في المقام الأول بالأسطول البحري؛ إذ تقع العديد من الممتلكات البريطانية حول حافة المحيط الهندي فضلًا عن العديد من الجزر في المحيط الهادئ والبحر الكاريبي. سيطرت بريطانيا أيضًا على شبه القارة الهندية وعلى أجزاء كبيرة من أفريقيا.

في أوروبا، كانت ألمانيا غالبًا وليس بريطانيا، هي القوة الأقوى بعد عام 1871، لكن يكتب صامويل نيولاند في ذلك:
عرّف بسمارك الطريق إلى الأمام بأنه... خالٍ من أي فكرة توسيع أو إحياء للهيمنة في أوروبا. كانت ألمانيا لتكون القوة الأقوى في أوروبا لكن بدون أن تكون المهيمنة... كانت بديهياته الأساسية في المقام الأول، عدم وجود صراع بين القوى الكبرى في أوروبا الوسطى؛ وثانيًا، الأمن الألماني بدون هيمنة ألمانية.

## طالع أيضًا
- ما بعد الهيمنة